# Gate Keepers
Gate Keepers (яп. ゲートキーパーズ Гэ:то Ки:па:дзу) — 24-серийный аниме-сериал, созданный студией Gonzo на основе одноимённой видеоигры. Телетрансляция в Японии велась в 2000 году. В последующие годы было снято OVA-продолжение сериала — «Gatekeepers 21» и написана манга.

## Телесериал
Режиссёр: Коити Тигира

Сценарий: Коити Тигира

Композитор: Кохэй Танака

Оригинальная идея: Хироси Ямагути

Дизайн персонажей: Кэйдзи Гото

Художник: Масанори Кикути

Оператор: Рё Фукуси

Исполнительный директор: Дзюнъити Сато

Режиссёр по звуку: Ёта Цуруока

Исполнитель песни опенинга: Юми Мацудзава

## Сюжет
Конец 60-х годов XX века. Япония, оправившись от последствий Второй мировой войны, переживает бурный экономический рост. В то же время неизвестные враждебные силы, известные как Захватчики, начали проводить по всему миру ряд нападений на различные объекты. Для борьбы с ними была создана специальная секретная международная организация — A.E.G.I.S. (Alien Extermination Global Intercept System — Глобальная Система Обнаружения и Уничтожения Пришельцев, по-английски слово aegis также означает эгида, защита или охрана).

Бороться с врагами при помощи обычного оружия было фактически невозможно и для защиты Земли A.E.G.I.S. стала набирать людей обладающих особыми способностями, так называемых Хранителей Врат.

Хранители могли открывать Врата в другое измерение, черпать оттуда энергию и использовать её в своих целях. Первым Хранителем Восточного Отделения A.E.G.I.S., штаб-квартира которого была расположена в Японии и замаскирована под здание школы, стала Рурико Икудзава — Хранитель Врат Жизни.

## Персонажи

### Команда A.E.G.I.S. — Хранители
Сюн Укия (яп. 浮矢　瞬 Укия Сюн) — главный герой сериала, молодой японский школьник. Он постоянно носит пластырь на носу, единственным исключением является его появление в последней серии Gatekeepers 21. Увлекается кэндо. Во время столкновения с Захватчиками близ своего родного города Сюн вдруг обнаруживает в себе способность открывать Врата. Он также встречает здесь Хранителя Врат — свою подругу детства Рурико Икусаву. Впоследствии, убедившись в существовании Захватчиков, он присоединяется к A.E.G.I.S. Он развивает в себе навыки Urotora Senpuu Kiri («ультраудар ветра») и Shinkuu Misairu («вакуумная торпеда»). Его Врата считаются наиболее могущественными среди известных. Он унаследовал Врата от своего отца, а его дочь, Аянэ Исудзу, впоследствии унаследовала Врата от него, хотя стала избегать их использования.
Сэйю: Такахиро Сакураи
Рурико Икусава (яп. 生沢  ルリ子 Икусава Рурико) — одна из первых Хранителей Врат, она контролирует Врата Жизни. Её прозвище — Руриппэ (яп. ルリッペ), чему она совсем не рада. Будучи примерной ученицей и активной участницей школьных мероприятий, Рурико начинает сердиться, если Сюн публично назовёт её прозвище. Её способностью является использование исцеляющего света, который она также может преобразовать в лук и стрелы. Позднее она узнаёт, что её тайная любовь к Сюну взаимна.
Сэйю: Аяко Кавасуми
Рэйко Асагири (яп. 朝霧　玲子 Асагири Рэйко) — невероятно забывчивая и рассеянная девушка (что, скорее всего, является результатом эмоционального потрясения от развода родителей), но несмотря на это — необычайно талантливая пианистка. Она открывает свои Врата Иллюзии, когда Захватчики нападают прямо во время её выступления в театре. Она способна создавать иллюзии, играя на музыкальном инструменте; эта её способность не осталась незамеченной Захватчиками, которые испытывают сильную боль, слыша её мелодии. Рэйко может использовать любой клавишный инструмент, как оружие. В последних сериях, видя своих раненых товарищей, она освобождает полную силу своих Врат.
Сэйю: Маюми Иидзука
Каору Коноэ (яп. 近衛  かおる Коноэ Каору) — спортсменка с мальчишескими ухватками. Её Врата Ближнего Боя увеличивают обычные физические способности до невероятных величин. Она воспользовалась шансом присоединиться к A.E.G.I.S., сочтя, что так она сможет использовать свои способности без ограничений и «украсть Сюна у Рурико». Сражаясь с Захватчиками, она обычно одевается в школьную спортивную форму: белую рубашку с номером класса и женские спортивные брюки. Она владеет навыками Kaoru Punch («удар рукой Каору») и Kaoru Kick («удар ногой Каору»), а также другими навыками ближнего боя, в названии которых присутствует её имя. Также может поднимать тяжёлые предметы и использовать их, как снаряды.
Сэйю: Наоко Такано
Мэгуми Куроганэ (яп. 黒金  恵 Куроганэ Мэгуми) — говорливая и недружелюбная девушка, обладающая способностью создавать вокруг себя силовые поля с помощью Врат Стены. Мэгуми тайно ненавидит Рурико — она сильно завидует её богатству, уму и популярности, ведь сама живёт небогато и вынуждена работать курьером в магазине лапши. Она член A.E.G.I.S., однако не имеет интереса в общении с товарищами. Она впоследствии присоединяется к Рэйдзи и Захватчикам, когда тот обещает «раскрыть её истинные способности». Она получает Врата Вторжения (которые позволяют ей вторгаться в разумы других людей), однако Рэйдзи предаёт её.
Сэйю: Эцуко Кодзакура
Фэн Фэйлин (яп. 鳳妃玲 Фэн Фэйрин) — обладательница Врат Огня. Фэн работает в китайском подразделении A.E.G.I.S. и затем присоединяется к японскому подразделению, чтобы помочь в борьбе с высокой активностью Захватчиков. У неё есть компаньон — обезьяна по кличке Сюн, которая является штатным агентом A.E.G.I.S. и помогает ей. Её брат и дедушка были похищены неизвестным прямо из своего дома в Китае, и больше она их не видела.
Сэйю: Тинами Нисимура
Бамба Тётаро (яп. 番場　暢太郎 Тётаро Бамба) — энергичный парень из Осаки, лидер банды. Бамба присоединился к команде только потому, что Сюн увидел его «глаза Хранителя Врат». Обладая мышлением самурая, он всегда сравнивает девушек в команде с принцессами, а себя позиционирует, как их героя. Только в конце сериала он раскрывает в себе способность Хранителя Врат.
Сэйю: Такэхито Коясу

### Команда A.E.G.I.S. — Штаб
Командующий (яп. 司令 Сирэй) — командир дальневосточного подразделения A.E.G.I.S., он наблюдает за проведением операций и действиями Хранителей Врат. Во время Второй мировой войны он имел звание энсина (эквивалент прапорщика), проходив службу в Императорском флоте Японии. В 1945 году, ближе к концу войны, ему было поручено выполнить задание камикадзе, пилотируя самолёт-бомбу Ohka. Однако плавучая база была уничтожена и, по иронии судьбы, он остался единственным уцелевшим. Когда он пытался застрелиться, будучи спасённым флотом США, его остановил моряк, сказавший ему: «Останься живым». Эти слова изменили его жизнь, и после войны он стал одним из первых членов полицейского резерва (позднее переименованного в Силы самообороны Японии).
Сэйю: Кинрю Аримото
Кэйко Отиай (яп. 落合　恵子 Отиай Кэйко) — личный секретарь Командующего и фактически его заместитель. Она также работает медсестрой в школе Татэгами. Она ненавидит жестокость и всегда даёт советы Хранителям Врат как в школе, так и на заданиях.
Сэйю: Мики Нагасава
Мэгуро Канэтакэ (яп. 目黒 兼武 Канэтакэ Мэгуро, также Мэганэ (яп. メガネ)) — глава инженерного отдела A.E.G.I.S. По собственному утверждению, Мэганэ — гений, способный с лёгкостью починить любую машину. Дружит с Бамбой, который часто помогает ему с механикой.
Сэйю: Эцуко Кодзакура

### Захватчики
Рэйдзи Кагэяма (яп. 影山 れいじ Кагэяма Рэйдзи) — когда-то в его семье произошло множество трагедий, и его Врата Предвидения были искажены тьмой. Врата Тьмы позволяют ему осуществлять многие вещи, которые не под силу другим Хранителям. Например, он способен перемещать объекты, быстро менять снаряжение и выполнять множественные атакующие приёмы. Он обладает даром ясновидения, которое, как считает Командующий, помогает ему быть недосягаемым. Он является главным врагом Хранителей, но его тайная сущность до последнего момента не раскрывается, даже когда он подружился с Укией и стал учеником школы Татэгами.
Сэйю: Томокадзу Сэки
Хакусяку Акума (яп. 悪魔伯爵 Хакусяку Акума) — лидер Захватчиков. Он манипулирует умами людей в надежде переманить их на свою сторону.
Сэйю: Хидэкацу Сибата
Генерал Кикай (яп. 機械将軍 Кикай Сё:гун) — один из главных Захватчиков.
Сэйю: Сёдзо Иидзука

### Другие персонажи
Юкино Ходзё (яп. 宝生 雪野 Хо:дзё: Юкино)
Сэйю: Масами Судзуки
Саэми Укия (яп. 浮矢 さえみ Укия Саэми)
Сэйю: Тиэми Тиба
Джим Скайларк (яп. ジム·スカイラーク Дзиму Сукайра:ку)
Сэйю: Синъитиро Мики